# Genea tenuirostris
Genea tenuirostris là một loài ruồi trong họ Tachinidae.